# Sjælland (1789)
Lo HDMS Sjælland  è stato un vascello da 74 cannoni in servizio tra il 1790 e il 1801 nella Reale Marina dei Regni di Danimarca e Norvegia.

## Storia
Ottava unità della Classe Prindsesse Sophia Frederica, il vascello da 74 cannoni Sjælland, progettato dall'ingegnere navale Henrik Gerner, venne varato nel 1789, ed entrò poi in servizio attivo nella Kongelige danske marine.
L'unità, in perfetta efficienza, partecipò attivamente alla prima battaglia di Copenaghen (2 aprile 1801) al comando del kaptajn F. C. L. Harboe. Al termine dello scontro il vascello risultava gravemente danneggiato, tanto che fu fatto arenare. Catturato successivamente dai britannici venne da loro dato alle fiamme per l'incapacità di trasferirlo in Gran Bretagna.

### Fonti
1. 1 2 3 4  Tree Decks.
2. 1 2 3  Historyofwar.